# (16852) Nuredduna
(16852) Nuredduna (1997 YP2) – planetoida z pasa głównego asteroid okrążająca Słońce w ciągu 3,4 lat w średniej odległości 2,26 j.a. Odkryta 21 grudnia 1997 roku.